# 日本推理作家協会
一般社団法人日本推理作家協会（にほんすいりさっかきょうかい、Mystery Writers of Japan, Inc.）は、日本の推理作家団体。
江戸川乱歩が中心となって、1947年に設立された探偵作家クラブが前身。探偵作家クラブ賞（現在の日本推理作家協会賞）の授与、『探偵小説年鑑』の編纂などで、日本の推理小説界の発展に貢献。1954年より江戸川乱歩賞制定。1963年より法人格を有している。

## 沿革
第二次世界大戦中は探偵小説が禁圧され出版ができない状況であったが、戦後になると一変し、探偵小説は盛んに書かれるようになった。日本のミステリーの草分け江戸川乱歩のもとには出版関係者や作家などの訪問が増えた。その後、探偵小説専門雑誌『宝石』を発行する岩谷書店が入っている川口屋銃砲店の2階広間を借りて、1946年6月15日から「土曜会」と呼ばれる定期的な集会が始まった。
1947年6月21日に探偵作家クラブとして正式に発足。会員103人。初代会長乱歩。のち会長職には大下宇陀児、木々高太郎、渡辺啓助が就いている。探偵小説の発達と国際交流を計り、また犯罪の研究を通して犯罪防止に寄与することを目的とした。1948年より探偵作家クラブ賞（現在の日本推理作家協会賞）を開始。また年度別のベストアンソロジー『探偵小説年鑑』（現在講談社刊『ザ・ベストミステリーズ 推理小説年鑑』）を刊行。1954年、乱歩は自らの還暦祝賀会において、江戸川乱歩賞の設立を発表。ミステリー界に顕著な業績を残した人物や企画に贈られたが、第3回より公募の新人賞となっている。
1954年に関西探偵作家クラブ（1948年設立、会長西田政治）と合併して日本探偵作家クラブとなる。
1963年に法人化、社団法人日本推理作家協会となった。ミステリーの普及・発展を通して日本文化の向上に寄与することを目的とする。初代理事長は乱歩だが、病気のため半年で松本清張が就任。出版活動は、1969年の光文社のカッパ・ノベルスからのアンソロジーや、双葉文庫「日本推理作家協会賞受賞作全集」（1995年 - ）、講談社文庫「江戸川乱歩賞全集」（1998年 - ）など。現在は東京港区の南青山に事務所がある。
SFのジャンルの作家・翻訳家・評論家も多数、参加しているが、SFが元来、探偵小説・推理小説のサブジャンルであったことと、当協会に加入すると「文芸美術健康保険組合」に加入が可能なことから、専業作家には有利であることが、主な理由であった。
1997年9月27日には設立50周年を記念し、北方謙三を理事長とし、辻真先が脚本を書き、協会員42名出演による文士劇『ぼくらの愛した二十面相』が上演されている（脚本は『創元推理17号 ぼくらの愛した二十面相』に掲載された）。
2007年11月、設立60周年記念イベントとして「作家と遊ぼう！ミステリーカレッジ」を開催。関連する書籍『作家と遊ぼう!ミステリーカレッジ メモリアルブック　日本推理作家協会60周年記念』（角川書店）を2008年12月に刊行した。　
2014年4月1日に公益法人制度改革により、一般社団法人へ移行。
2017年、設立70周年を記念して、日本推理作家協会賞受賞作品を対象にした評論・書評の原稿を募集。また、『推理作家謎友録 日本推理作家協会70周年記念エッセイ』 (角川文庫）及び『夢現 日本推理作家協会70周年アンソロジー』(集英社文庫）を刊行。

## 活動
賞
- 日本推理作家協会賞主催（年間最優秀作品の表彰）
- 江戸川乱歩賞主催（長編推理小説の公募新人賞）

出版
- ザ・ベストミステリーズ 推理小説年鑑（講談社、毎年7月頃）およびその文庫版『ミステリー選集』
- 日本推理作家協会賞受賞作全集（双葉文庫）
- 日本推理作家協会賞受賞作家傑作短編集（双葉文庫）
- 江戸川乱歩賞全集（講談社文庫）

## 歴代代表者一覧
会長：日本探偵作家クラブとして。
- 初代 - 江戸川乱歩（1947年 - 1952年)
- 02代目 - 大下宇陀児（1952年 - 1954年)
- 03代目 - 木々高太郎（1954年 - 1960年)
- 04代目 - 渡辺啓助（1960年 - 1963年)

理事長：社団法人日本推理作家協会として。
- 初代 - 江戸川乱歩（1963年）
- 02代目 - 松本清張（1963年 - 1971年）
- 03代目 - 島田一男（1971年 - 1973年）
- 04代目 - 佐野洋（1973年 - 1979年）
- 05代目 - 三好徹（1979年 - 1981年）
- 06代目 - 山村正夫（1981年 - 1985年）
- 07代目 - 中島河太郎（1985年 - 1989年）
- 08代目 - 生島治郎（1989年 - 1993年）
- 09代目 - 阿刀田高（1993年 - 1997年）
- 10代目 - 北方謙三（1997年 - 2001年）
- 11代目 - 逢坂剛（2001年 - 2005年）
- 12代目 - 大沢在昌（2005年 - 2009年）
- 13代目 - 東野圭吾（2009年 - 2013年）
- 14代目 - 今野敏（2013年 - 2014年）

代表理事：一般社団法人日本推理作家協会として。
- 14代目 - 今野敏（2014年 - 2019年）
- 15代目 - 京極夏彦（2019年 - 2023年）
- 16代目 - 貫井徳郎（2023年 - ）